# Temporada 2023-2024 del FC Barcelona (femení)
La temporada 2023-24 del Futbol Club Barcelona és la 36a de la seva història i la 32a temporada del club en la màxima categoria del futbol espanyol. L'equip va signar el seu primer pòquer guanyant els 4 títols als que optava: la Lliga Iberdrola, la Copa de la Reina, la Supercopa d'Espanya i la Lliga de Campions.

## Desenvolupament de la temporada
El club va anunciar 8 renovacions: Jana Fernández, Caroline Hansen, Ingrid Engen, Fridolina Rolfö, Irene Paredes, Cata Coll, Clàudia Pina i Bruna Vilamala. Jana, Engen, Paredes van renovar fins a 2025 i Hansen, Rolfö, Cata, Pina i Bruna fins al 2026. El 3 de juny de 2023 es va fer efectiva la renovació de Jonatan Giráldez com a tècnic fins al 2024.
En la victòria de la jornada 5 contra el Club Atlético de Madrid Féminas, la migcampista i capitana culer Alèxia Putellas es va convertir en la màxima golejadora històrica de l'entitat amb 182 gols, un mes que Jennifer Hermoso.
El 20 de gener de 2024 es va guanyar el primer títol de la temporada, la Supercopa d'Espanya per 7-0 davant el Llevant Unió Esportiva.
El 4 de maig de 2024 l'equip va guanyar el seu novè títol de Lliga, el cinquè de consecutiu, després de vèncer el Granada Club de Futbol per 1-4 i quan encara quedaven quatre jornades per acabar la competició.
El 18 de maig de 2024 es guanya la desena Copa de la Reina davant la Reial Societat de Futbol per 8-0.
El 25 de maig de 2024 l'equip guanya la seva tercera Lliga de Campions davant l'Olympique de Lió per 2-0 i aconsegueix el pòquer de títols per primer cop a la seva història.

## Jugadores i cos tècnic

### Plantilla
La plantilla i el cos tècnic del primer equip per a l'actual temporada són els següents:
| N. | Pos. | Nac. | Jugador                |
| -- | ---- | --- | ---------------------- |
| 1  | POR  | [[Fitxer:Flag of the Valencian Community (2x3).svg\|23x15px\|border \|alt=País Valencià\|link=Selecció de futbol del País Valencià\|{{#if:\|]] | Sandra Paños 3a        |
| 2  | DEF  | [[Fitxer:Flag of the Basque Country.svg\|23x15px\|border \|alt=País Basc\|link=Selecció de futbol del País Basc\|{{#if:\|]]                    | Irene Paredes 5a       |
| 4  | DEF  | [[Fitxer:Flag of Aragon.svg\|23x15px\|border \|alt=Aragó\|link=Selecció de futbol d'Aragó\|{{#if:\|]]                                          | Mapi León              |
| 5  | DEF  | [[Fitxer:Flag of Catalonia.svg\|23x15px\|border \|alt=Catalunya\|link=Selecció de futbol de Catalunya\|{{#if:\|]]                              | Jana Fernández         |
| 6  | DAV  | [[Fitxer:Flag of Catalonia.svg\|23x15px\|border \|alt=Catalunya\|link=Selecció de futbol de Catalunya\|{{#if:\|]]                              | Clàudia Pina           |
| 7  | DAV  | [[Fitxer:Flag of Aragon.svg\|23x15px\|border \|alt=Aragó\|link=Selecció de futbol d'Aragó\|{{#if:\|]]                                          | Salma Paralluelo       |
| 8  | DEF  | [[Fitxer:Flag of Catalonia.svg\|23x15px\|border \|alt=Catalunya\|link=Selecció de futbol de Catalunya\|{{#if:\|]]                              | Marta Torrejón 2a      |
| 9  | MIG  | [[Fitxer:Flag of the Balearic Islands.svg\|23x15px\|border \|alt=Illes Balears\|link=Selecció de futbol de les Illes Balears\|{{#if:\|]]       | Mariona Caldentey      |
| 10 | DAV  | [[Fitxer:Flag of Norway.svg\|23x15px\|border \|alt=Noruega\|link=Selecció de futbol de Noruega\|{{#if:\|]]                                     | Caroline Graham Hansen |
| 11 | DAV  | [[Fitxer:Flag of Catalonia.svg\|23x15px\|border \|alt=Catalunya\|link=Selecció de futbol de Catalunya\|{{#if:\|]]                              | Alèxia Putellas 1a     |
| 12 | MIG  | [[Fitxer:Flag of the Balearic Islands.svg\|23x15px\|border \|alt=Illes Balears\|link=Selecció de futbol de les Illes Balears\|{{#if:\|]]       | Patricia Guijarro 4a   |

| N. | Pos. | Nac. | Jugador                       |
| -- | ---- | --- | ----------------------------- |
| 13 | POR  | [[Fitxer:Flag of the Balearic Islands.svg\|23x15px\|border \|alt=Illes Balears\|link=Selecció de futbol de les Illes Balears\|{{#if:\|]] | Cata Coll                     |
| 14 | MIG  | [[Fitxer:Flag of Catalonia.svg\|23x15px\|border \|alt=Catalunya\|link=Selecció de futbol de Catalunya\|{{#if:\|]]                        | Aitana Bonmatí                |
| 15 | DEF  | [[Fitxer:Flag of England.svg\|23x15px\|border \|alt=Anglaterra\|link=Selecció de futbol d'Anglaterra\|{{#if:\|]]                         | Lucy Bronze                   |
| 16 | DAV  | [[Fitxer:Flag of Sweden.svg\|23x15px\|border \|alt=Suècia\|link=Selecció de futbol de Suècia\|{{#if:\|]]                                 | Fridolina Rolfö               |
| 19 | DAV  | [[Fitxer:Flag of Catalonia.svg\|23x15px\|border \|alt=Catalunya\|link=Selecció de futbol de Catalunya\|{{#if:\|]]                        | Bruna Vilamala                |
| 20 | DAV  | [[Fitxer:Flag of Nigeria.svg\|23x15px\|border \|alt=Nigèria\|link=Selecció de futbol de Nigèria\|{{#if:\|]]                              | Asisat Oshoala (fins a gener) |
| 21 | MIG  | [[Fitxer:Flag of England.svg\|23x15px\|border \|alt=Anglaterra\|link=Selecció de futbol d'Anglaterra\|{{#if:\|]]                         | Keira Walsh                   |
| 22 | DEF  | [[Fitxer:Flag of Catalonia.svg\|23x15px\|border \|alt=Catalunya\|link=Selecció de futbol de Catalunya\|{{#if:\|]]                        | Ona Batlle                    |
| 23 | DAV  | [[Fitxer:Flag of Norway.svg\|23x15px\|border \|alt=Noruega\|link=Selecció de futbol de Noruega\|{{#if:\|]]                               | Ingrid Engen                  |
| 24 | MIG  | [[Fitxer:Flag of the Netherlands.svg\|23x15px\|border \|alt=Països Baixos\|link=Selecció de futbol dels Països Baixos\|{{#if:\|]]        | Esmee Brugts                  |
| 25 | POR  | [[Fitxer:Flag of Catalonia.svg\|23x15px\|border \|alt=Catalunya\|link=Selecció de futbol de Catalunya\|{{#if:\|]]                        | Gemma Font                    |

FC Barcelona Femení B
| N. | Pos. | Nac. | Jugador           |
| -- | ---- | --- | ----------------- |
| 26 | MIG  | [[Fitxer:Flag of Italy.svg\|23x15px\|border \|alt=Itàlia\|link=Selecció de futbol d'Itàlia\|{{#if:\|]]                                              | Giulia Dragoni    |
| 30 | MIG  | [[Fitxer:Flag of the Community of Madrid.svg\|23x15px\|border \|alt=Comunitat de Madrid\|link=Selecció de futbol de Comunitat de Madrid\|{{#if:\|]] | Vicky López       |
| 32 | DAV  | [[Fitxer:Flag of the Community of Madrid.svg\|23x15px\|border \|alt=Comunitat de Madrid\|link=Selecció de futbol de Comunitat de Madrid\|{{#if:\|]] | Ari Arias         |
| 34 | DEF  | [[Fitxer:Flag of Catalonia.svg\|23x15px\|border \|alt=Catalunya\|link=Selecció de futbol de Catalunya\|{{#if:\|]]                                   | Martina Fernández |

| N. | Pos. | Nac. | Jugador        |
| -- | ---- | --- | -------------- |
| 35 | DEF  | [[Fitxer:Flag of Catalonia.svg\|23x15px\|border \|alt=Catalunya\|link=Selecció de futbol de Catalunya\|{{#if:\|]]                        | Judit Pujols   |
| 39 | MIG  | [[Fitxer:Flag of Catalonia.svg\|23x15px\|border \|alt=Catalunya\|link=Selecció de futbol de Catalunya\|{{#if:\|]]                        | Júlia Bartel   |
| 40 | DEF  | [[Fitxer:Flag of the Balearic Islands.svg\|23x15px\|border \|alt=Illes Balears\|link=Selecció de futbol de les Illes Balears\|{{#if:\|]] | Lucía Corrales |

Altes
| N. | Pos. | Nac. | Jugador |
| -- | ---- | --- | --- |
| —  | DEF  | [[Fitxer:Flag of Catalonia.svg\|23x15px\|border \|alt=Catalunya\|link=Selecció de futbol de Catalunya\|{{#if:\|]]                                   | Maria Pérez (17 de juny. Renova i obté fitxa del 1r equip, fins 2025)                                            |
| —  | DEF  | [[Fitxer:Flag of England.svg\|23x15px\|border \|alt=Anglaterra\|link=Selecció de futbol d'Anglaterra\|{{#if:\|]]                                    | Ona Batlle (19 de juny. Del Manchester United (femení) Carta de llibertat, fins 2026)                            |
| —  | MIG  | [[Fitxer:Flag of the Netherlands.svg\|23x15px\|border \|alt=Països Baixos\|link=Selecció de futbol dels Països Baixos\|{{#if:\|]]                   | Esmee Brugts (22 d'agost. Del PSV (femení) Carta de llibertat, fins 2027)                                        |
| —  | MIG  | [[Fitxer:Flag of the Community of Madrid.svg\|23x15px\|border \|alt=Comunitat de Madrid\|link=Selecció de futbol de Comunitat de Madrid\|{{#if:\|]] | Vicky López (7 setembre. Dinàmica del 1r equip amb opció de jugar amb el Futbol Club Barcelona B (femení))       |
| —  | MIG  | [[Fitxer:Flag of Italy.svg\|23x15px\|border \|alt=Itàlia\|link=Selecció de futbol d'Itàlia\|{{#if:\|]]                                              | Giulia Dragoni (7 setembre. Dinàmica del 1r equip amb opció de jugar amb el Futbol Club Barcelona B (femení))    |
| —  | DEF  | [[Fitxer:Flag of Catalonia.svg\|23x15px\|border \|alt=Catalunya\|link=Selecció de futbol de Catalunya\|{{#if:\|]]                                   | Martina Fernández (7 setembre. Dinàmica del 1r equip amb opció de jugar amb el Futbol Club Barcelona B (femení)) |
| —  | DEF  | [[Fitxer:Flag of the Balearic Islands.svg\|23x15px\|border \|alt=Illes Balears\|link=Selecció de futbol de les Illes Balears\|{{#if:\|]]            | Lucía Corrales (7 setembre. Dinàmica del 1r equip amb opció de jugar amb el Futbol Club Barcelona B (femení))    |

Retorns
Baixes
| N. | Pos. | Nac. | Jugador                                                                                        |
| -- | ---- | --- | ---------------------------------------------------------------------------------------------- |
| 25 | DEF  | [[Fitxer:Flag of Catalonia.svg\|23x15px\|border \|alt=Catalunya\|link=Selecció de futbol de Catalunya\|{{#if:\|]] | Emma Ramírez (30 de juny. Desvinculació del contracte. A la Reial Societat de Futbol (femení)) |
| 22 | DEF  | [[Fitxer:Flag of Galicia.svg\|23x15px\|border \|alt=Galícia\|link=Selecció de futbol de Galícia\|{{#if:\|]]       | Nuria Rábano (4 de juliol. Rescissió del contracte. Al VfL Wolfsburg (femení))                 |
| 18 | DAV  | [[Fitxer:Flag of Brazil.svg\|23x15px\|border \|alt=Brasil\|link=Selecció de futbol del Brasil\|{{#if:\|]]         | Geyse Ferreira (18 d'agost. Traspàs. Al Manchester United (femení))                            |
| 3  | DEF  | [[Fitxer:Flag of Catalonia.svg\|23x15px\|border \|alt=Catalunya\|link=Selecció de futbol de Catalunya\|{{#if:\|]] | Laia Codina (29 d'agost. Trapàs. A l'Arsenal Women Football Club)                              |
| 7  | DEF  | [[Fitxer:Flag of Switzerland.svg\|23x16px\|border \|alt=Suïssa\|link=Selecció de futbol de Suïssa\|{{#if:\|]]     | Ana-Maria Crnogorčević (6 setembre. Trapàs. A l'Club Atlético de Madrid Féminas)               |
| 20 | DAV  | [[Fitxer:Flag of Nigeria.svg\|23x15px\|border \|alt=Nigèria\|link=Selecció de futbol de Nigèria\|{{#if:\|]]       | Asisat Oshoala (1 febrer. Trapàs. Al Bay FC)                                                   |

Cessions
| N. | Pos. | Nac. | Jugador                                                            |
| -- | ---- | --- | ------------------------------------------------------------------ |
| —  | DEF  | [[Fitxer:Flag of Catalonia.svg\|23x15px\|border \|alt=Catalunya\|link=Selecció de futbol de Catalunya\|{{#if:\|]] | Maria Pérez (29 d'agost. Cessió per 1 any. Al Sevilla FC (femení)) |

### Cos tècnic 2023-2024
| - Entrenador: Jonatan Giráldez - Segon entrenador: Rafel Navarro - Tècnic auxiliar: Pere Romeu - Preparadora física: Berta Carles | - Preparador físic: Jacob González - Entrenador de porteres: Oriol Casares - Analistes: Toni Gordo i Alberto Angelastri |

## Partits
Victòria       Empat       Derrota

### Pretemporada i amistosos
| 12 d'agost de 2023 | FC Barcelona (femení)                             | 3-0 | SE AEM Lleida | Sant Joan Despí, Catalunya                      |  |
| 13:00 CEST         | 1-0 Pina (20'); 2-0 Arias (44'); 3-0 Fengen (47') |     |               | Ciutat Esportiva Joan Gamper Camp 7 Catalunya · |  |

| 19 d'agost de 2023 | FC Barcelona (femení)              | 2-0 | Montpellier HSC (femení) | Sant Joan Despí, Catalunya                                                  |  |
| 19:00 CEST Amistós | 1-0, Caño (1'); 2-0, Martret (89') |     |                          | Estadi Johan Cruyff Catalunya · 2.943 espectadors · Ylenia Sánchez Miguel · |  |

| 24 d'agost de 2023                       | FC Barcelona (femení) | 5-0 | Juventus Football Club (femení) | Sant Joan Despí, Catalunya                                 |  |
| 19:00 CEST 3r Torneig Joan Gamper femení | 1-0, Caroline Graham Hansen (5'); 2-0 Lenzini (pp) (33'); 3-0, Bruna Vilamala (35'); 4-0 Vicky López (41'); 5-0 Mapi León (76') |     |                                 | Estadi Johan Cruyff · 5.485 espectadors · Ainara Acevedo · |  |

| 29 d'agost de 2023 | Tigres Femenil | 0-2 | FC Barcelona (femení)             | San Nicolás de los Garza, Mèxic                           |  |
| 04:00 CEST Amistós |                |     | 0-1, Pina (43'); 0-2, Judit (93') | Estadi Universitario (UANL), Mèxic · 34.900 espectadors · |  |

| 1 de setembre de 2023 | Club América Femenil | 0-1 | FC Barcelona (femení) | Ciutat de Mèxic, Mèxic                                                      |  |
| 04:00 CEST Amistós    |                      |     | Claudia Pina (18')    | Estadi Azteca, Mèxic · 39.501 espectadors · Lizzet Amairany García Olvera · |  |

| 12 de juny de 2024 | Club Chivas Femenil  | 1-4 | FC Barcelona (femení)                                                    | Zapopan, Mèxic                             |  |
| 04:00 CEST Amistós | 1-3, Guzman (76' p.) |     | 0-1, Ari Arias (50'); 0-2, Patri (61'); 0-3, Pina (75'); 1-4, Pina (90') | Estadi Akron, Mèxic · 30.000 espectadors · |  |

### Lliga
| 10 de setembre de 2023 | FC Barcelona (femení) | 6-0 | València Fèmines Club de Futbol | Sant Joan Despí, Catalunya                                                 |  |
| 20:00 CEST Jornada 1   | 1-0, Claudia Florentino (pp) (9'); 2-0, Claudia Florentino (pp) (21'); 3-0, Aitana (43'); 4-0, Mapi (61'); 5-0, Alexia (63'); 6-0, Marta Torrejón (74') |     |                                 | Estadi Johan Cruyff Catalunya · 2885 espectadors · Paola Cebollada López · |  |

| 16 de setembre de 2023 | Madrid CFF | 0-2 | FC Barcelona (femení)                 | Fuenlabrada, Comunitat de Madrid                                   |  |
| 19:00 CEST Jornada 2   |            |     | 0-1, Hansen (40'); 0-2, Oshoala (84') | Estadi Fernando Torres, Comunitat de Madrid · Patricia Luna Varo · |  |

| 1 d'octubre de 2023  | Sporting Club de Huelva | 1-2 | FC Barcelona (femení)                     | Huelva, Andalusia                                 |  |
| 19:00 CEST Jornada 3 | 1-2, Balleste (95')     |     | 0-1, Claudia Pina (24'); 0-2, Patri (91') | Estadi Nuevo Colombino · Beatriz Cuesta Arribas · |  |

| 8 d'octubre de 2023  | FC Barcelona (femení)                                                                  | 3-0 | Reial Societat (femení) | Sant Joan Despí, Catalunya                                                |  |
| 18:30 CEST Jornada 4 | 1-0, Caroline Graham Hansen (8'), 2-0, Alexia (52'); 3-0, Caroline Graham Hansen (84') |     |                         | Estadi Johan Cruyff, Catalunya · 5167 espectadors · Amy Peñalver Pearce · |  |

| 15 d'octubre de 2023 | Atlético de Madrid (femení) | 0-1 | FC Barcelona (femení) | Madrid, Comunitat de Madrid                                              |  |
| 18:30 CEST Jornada 5 |                             |     | 0-1, Alexia (51')     | Estadi Cerro del Espino Comunitat de Madrid · Zulema González González · |  |

| 21 d'octubre de 2023 | FC Barcelona (femení)                                                                                                   | 6-1 | Granada Club de Futbol (femení) | Sant Joan Despí, Catalunya                                                    |  |
| 18:30 CEST Jornada 6 | 1-0, Patri (6'); 2-0, Ona (30'); 3-0, Salma Paralluelo (59'); 4-0, Mariona (66'); 5-0, Oshoala (80'); 6-0 Oshoala (82') |     | 6-1 Laura Pérez (93’)           | Estadi Johan Cruyff Catalunya · 4.653 espectadors · María del Pilar Delgado · |  |

| 5 de novembre de 2023 | FC Barcelona (femení) | 8-0 | Sevilla FC (femení) | Sant Joan Despí, Catalunya                                                |  |
| 16:00 CEST Jornada 7  | 1-0, Salma Paralluelo (7'); 2-0, Salma Paralluelo (17'); 3-0, Salma Paralluelo (37'); 4-0, Salma Paralluelo (40'); 5-0, Mariona Caldentey (49'); 6-0, Mariona Caldentey (54'); 7-0, Caroline Graham Hansen (58'); 8-0, Marta Torrejón (90') |     |                     | Estadi Johan Cruyff Catalunya · 5.083 espectadors · Arantza Gallastegui · |  |

| 11 de novembre de 2023 | Vila-real Club de Futbol (femení) | 0-6 | FC Barcelona (femení)                                                                           | Vila-real, Comunitat Valenciana                          |  |
| 16:30 CEST Jornada 8   |                                   |     | 0-1 Aitana 14', 0-2 Oshoala 24', 0-3 Aitana 50', 0-4 Salma 77', 0-5 Hansen 81', 0-6 Oshoala 85' | Mini Estadi de la Ciutat Esportiva · Fírvida Fernández · |  |

| 19 de novembre de 2023 | FC Barcelona (femení)                                                                              | 5-0 | Real Madrid Club de Fútbol (femení) | Barcelona, Catalunya                                                                 |  |
| 12:00 CEST Jornada 9   | 1-0, Aitana (18'); 2-0, Graham Hansen (43'); 3-0, Mariona (45'); 4-0, Pina (90'); 5-0, Vicky (93') |     |                                     | Estadi Olímpic Lluís Companys Catalunya · 38.707 espectadors · Eugenia Gil Soriano · |  |

| 26 de novembre de 2023 | Athletic Club de Bilbao (femení) | 0-4 | FC Barcelona (femení)                                                             | Lezama, País Basc                                      |  |
| 18:00 CEST Jornada 10  |                                  |     | Torrejón (0-1, 36'), Graham Hansen (0-2,53'), Patri (0-3, 87'), Aitana (0-4, 91') | Instal·lacions de Lezama País Basc · Paola Cebollada · |  |

| 9 de desembre de 2023 | FC Barcelona (femení)                                                                            | 5-0 | Sociedad Deportiva Eibar (femení) | Sant Joan Despí, Catalunya                                                    |  |
| 16:30 CEST Jornada 11 | Graham (1-0, 57'), Brugts (2-0, 58'), Brugts (3-0, 61'), Brugts (4-0, 65'), Ari Arias (5-0, 87') |     |                                   | Estadi Johan Cruyff Catalunya · 5150 espectadors · Elisabeth Calvo Valentín · |  |

| 17 de desembre de 2023 | UD Granadilla | 0-2 | FC Barcelona (femení)                                    | Santa Cruz de Tenerife, Illes Canàries                                  |  |
| 12:00 CEST Jornada 12  |               |     | 0-1, Graham Hansen (min. 49); 0-2, Keira Walsh (min. 62) | Estadi Heliodoro Rodríguez López Illes Canàries · Amy Peñalver Pearce · |  |

| 6 de gener de 2024    | FC Barcelona (femení) | 9-1 | Futbol Club Levante Las Planas | Sant Joan Despí, Catalunya                                                 |  |
| 18:30 CEST Jornada 13 | 1-0, Paralluelo (4'); 2-0, Mariona (23'); 3-0, Aitana (28'); 4-0, Graham Hansen (41'); 5-0, Claudia Pina (50'), 6-0, Patri (51'); 7-1, Vicky (84'); 8-1, Patri (92'); 9-1, Oshoala (94') |     | 6-1, Allegra (63)              | Estadi Johan Cruyff Catalunya · 5.070 espectadors · Alicia Espinosa Ríos · |  |

| 14 de febrer de 2024  | FC Barcelona (femení)       | 1-1 | Llevant Unió Esportiva (femení) | Sant Joan Despí, Catalunya                                                   |  |
| 18:00 CEST Jornada 14 | Salma Paralluelo (1-0, 21') |     | Alba Redondo (1-1, 54')         | Estadi Johan Cruyff Catalunya · 3.125 espectadors · Beatriz Cuesta Arribas · |  |

| 28 de gener de 2024   | Real Betis Balompié (femení) | 0-6 | FC Barcelona (femení)                                                                                         | Sevilla, Andalusia                                   |  |
| 14:00 CEST Jornada 15 |                              |     | 0-1, Bruna (3'); 0-2, Brugts (23'); 0-3, Graham (30'); 0-4, Vicky (42'); 0-5, Graham (51'); 0-6, Aitana (75') | Ciudad Deportiva Luis del Sol · María Planes Terol · |  |

| 4 de febrer de 2024   | FC Barcelona (femení)                                                                        | 4-0 | Sporting Club de Huelva | Sant Joan Despí, Catalunya                                                         |  |
| 18:00 CEST Jornada 16 | 1-0, Clàudia Pina (19'); 2-0, Clàudia Pina (26'); 3-0, Graham (76'); 4-0, Esmee Brugts (92') |     |                         | Estadi Johan Cruyff Catalunya · 3.898 espectadors · Elia María Martínez Martínez · |  |

| 10 de febrer de 2024  | Sevilla FC (femení) | 0-3 | FC Barcelona (femení)                                                                    | Sevilla, Andalusia                           |  |
| 18:30 CEST Jornada 17 |                     |     | 0-1, Clàudia Pina (18'); 0-2, Caroline Graham Hansen (71'); 0-3, Mariona Caldentey (73') | Estadi Jesús Navas · Paola Cebollada López · |  |

| 18 de febrer de 2024  | FC Barcelona (femení)                               | 2-0 | Atlético de Madrid (femení) | Sant Joan Despí, Catalunya                                                |  |
| 13:30 CEST Jornada 18 | 1-0, Salma Paralluelo (39'); 2-0, Vicky Lopez (76') |     |                             | Estadi Johan Cruyff Catalunya · 5.289 espectadors · Olatz Ribera Olmedo · |  |

| 10 de març de 2024    | Reial Societat (femení) | 1-7 | FC Barcelona (femení) | Zubieta, País Basc                                               |  |
| 14:00 CEST Jornada 19 | 1-7, Amaiur (82')       |     | 0-1, Vicky López (15'); 0-2, Paralluelo (22'); 0-3, Paralluelo (24'); 0-4, Paralluelo (44'); 0-5, Paralluelo (51'); 0-6, Graham (57'); 0-7, Alexia (81') | Instal·lacions de Zubieta País Basc · Andrea Fírvida Fernández · |  |

| 17 de març de 2024    | FC Barcelona (femení) | 7-0 | UD Granadilla | Sant Joan Despí, Catalunya                                                |  |
| 14:00 CEST Jornada 20 | 1-0, Rolfö (9'); 2-0, Pina (15'); 3-0, Graham-Hansen (21'); 4-0, Pina (35'); 5-0, Alexia (41'); 6-0, Marta (43'); 7-0, Monday (pen.) (71') |     |               | Estadi Johan Cruyff, Catalunya · 4.919 espectadors · Patricia Luna Varo · |  |

| 24 de març de 2024    | Real Madrid Club de Fútbol (femení) | 0-3 | FC Barcelona (femení)                                  | Madrid, Comunitat de Madrid                       |  |
| 18:00 CEST Jornada 21 |                                     |     | Rolfö (0-1, 10'), Aitana (0-2, 55'), Graham (0-3, 67') | Estadi Alfredo Di Stéfano · Olatz Rivera Olmedo · |  |

| 31 de març de 2024    | Llevant Unió Esportiva (femení) | 0-5 | FC Barcelona (femení)                                                                     | València, Comunitat Valenciana                    |  |
| 18:00 CEST Jornada 22 |                                 |     | 0-1, Bruna (4'); 0-2, Salma (34'); 0-3, Bruna (49'); 0-4, Salma (51'); 0-5, Martina (67') | Estadi Ciutat de València · Marta Huerta de Aza · |  |

| 13 d'abril de 2024    | FC Barcelona (femení) | 5-1 | Vila-real Club de Futbol (femení) | Sant Joan Despí, Catalunya                                                     |  |
| 18:30 CEST Jornada 23 | Claudia Pina (1-0, 33'), Fridolina Rolfö (2-1, 63'), Alexia Putellas (3-1, 70'), Salma Paralluelo (4-1, 74'), Salma Paralluelo (5-1, 82') |     | Kayla McKenna (1-1, 54')          | Estadi Johan Cruyff Catalunya · 5.149 espectadors · Andrea Fírvida Fernández · |  |

| 24 d'abril de 2024          | Futbol Club Levante Las Planas                    | 2-4 | FC Barcelona (femení)                                                                                  | Sant Joan Despí, Catalunya                                   |  |
| 18:00 CEST Jornada 24</ref> | 1-0, Allegra Poljak (10'); 2-1, Irina Uribe (19') |     | 1-1, Clàudia Pina (12'); 2-2, Clàudia Pina (30'); 2-3, Marta Torrejón (34'); 2-4, Bruna Vilamala (46') | Estadi Municipal de Les Planes, Catalunya · Beatriz Cuesta · |  |

| 1 de maig de 2024     | FC Barcelona (femení) | 8-0 | Madrid CFF | Sant Joan Despí, Catalunya                                            |  |
| 18:00 CEST Jornada 25 | 1-0, Alexia (7'); 2-0, Mariona (15'); 3-0, Pina (33'); 4-0, Vicky López (44'); 5-0 Brugts (45'); 6-0, Torrejón (48'); 7-0, Torrejón (86'); 8-0, Ona Batlle (92') |     |            | Estadi Johan Cruyff Catalunya · 5.227 espectadors · Paola Cebollada · |  |

| 4 de maig de 2024     | Granada Club de Futbol (femení) | 1-4 | FC Barcelona (femení)                                                                                        | Granada, Andalusia                                         |  |
| 20:30 CEST Jornada 26 | Laura Pérez (1-3, 47')          |     | Fridolina Rolfö (0-1, 2'), Lucy Bronze (0-2, 10'), Graham Hansen (0-3, 37'), Fridolina Rolfö (1-4, 75') (p.) | Estadi Nuevo Los Cármenes Andalusia · María Planes Terol · |  |

| 10 de maig de 2024    | FC Barcelona (femení) | 7-0 | Athletic Club de Bilbao (femení) | Sant Joan Despí, Catalunya                                         |  |
| 20:30 CEST Jornada 27 | 1-0, Mariona (9'); 2-0, Bruna (18'); 3-0, Vicky López (30'); 4-0, Esmee Brugts (56'); 5-0, Vicky López (59'); 6-0, Mariona (68'); 7-0, Ona Batlle (74') |     |                                  | Estadi Johan Cruyff Catalunya · 5.050 espectadors · Elena Peláez · |  |

| 14 de maig de 2024    | Sociedad Deportiva Eibar (femení) | 0-4 | FC Barcelona (femení)                                                                                          | Eibar, Euskadi                                       |  |
| 18:00 CEST Jornada 28 |                                   |     | 0-1, Salma Paralluelo (16'); 0-2, Marta Torrejón (20'); 0-3, Caroline Graham (38'); 0-4, Alexia Putellas (71') | Estadi Municipal d'Ipurua, Euskadi · Raquel Suárez · |  |

| 9 de juny de 2024     | FC Barcelona (femení) | 5-1 | Real Betis Balompié (femení) | Sant Joan Despí, Catalunya                                                         |  |
| 18:30 CEST Jornada 29 | 1-0, Claudia Pina (25'); 2-0, Mariona (44' p.); 3-1, Graham (75'); 4-1, Salma Paralluelo (88'); 5-1, Salma Paralluelo (91') |     | 2-1, Julia Aguado (45')      | Estadi Johan Cruyff Catalunya · 5.162 espectadors · Elia María Martínez Martínez · |  |

| 16 de juny de 2024    | València Fèmines Club de Futbol | 0-3 | FC Barcelona (femení)                                                | Paterna, Comunitat Valenciana                              |  |
| 12:00 CEST Jornada 30 |                                 |     | 0-1, Vicky López (49'); 0-2, Patri Guijarro (68'); 0-3, Graham (88') | Estadi Antonio Puchades Comunitat Valenciana · Luna Varo · |  |

### Copa de la Reina
| 13 de gener de 2024  | Fundación Albacete | 0-6 | FC Barcelona (femení)                                                                                                  | Albacete, Castella - la Manxa                                    |  |
| 12:00 CEST 1/8 final |                    |     | 0-1, Dragoni (20'); 0-2, Martina (35'); 0-3, Oshoala (36'); 0-4, Ona Batlle (55'); 0-5, Pina (78'); 0-6, Mariona (85') | Estadi Carlos Belmonte Castella - la Manxa · Fírvida Fernández · |  |

| 7 de febrer de 2024  | FC Barcelona (femení) | 8-0 | Sevilla FC (femení) | Sant Joan Despí, Catalunya                                                 |  |
| 19:30 CEST 1/4 final | 1-0, Salma Paralluelo (7'); 2-0, Aitana Bonmatí (16'); 3-0, Mariona Caldentey (18'); 4-0, Mariona Caldentey (33'); 5-0, Salma Paralluelo (36'); 6-0, Caroline Graham Hansen (41'); 7-0, Aitana Bonmatí (59'), 8-0 Ari Arias (77') |     |                     | Estadi Johan Cruyff Catalunya · 3.438 espectadors · Alicia Espinosa Ríos · |  |

| 7 de març de 2024           | Athletic Club de Bilbao (femení) | 0-3 | FC Barcelona (femení)                                  | Bilbao, País Basc                                          |  |
| 19:00 CEST Semifinals anada |                                  |     | 0-1, Aitana (14'); 0-2, Aitana (16'); 0-3, Salma (79') | Estadi de San Mamés País Basc · Elisabeth Calvo Valentín · |  |

| 14 de març de 2024            | FC Barcelona (femení)                | 2-1 | Athletic Club de Bilbao (femení) | Sant Joan Despí, Catalunya                                            |  |
| 21:00 CEST Semifinals tornada | 1-0, Mariona (19'); 2-1, Patri (72') |     | 1-1, Pinedo (63')                | Estadi Johan Cruyff Catalunya · 5.225 espectadors · Zulema González · |  |

| 18 de maig de 2024 | Reial Societat (femení) | 8-0 | FC Barcelona (femení) | Saragossa, Aragó                                                                |  |
| 19:00 CEST Final   |                         |     | 1-0, Ona Batlle (5'); 2-0. Paralluelo (13'); 3-0, Graham (19'); 4-0, Graham (25'); 5-0, Ona Batlle (34'); 6-0, Mariona (47'); 7-0, Pina (53'); 8-0, Mariona (58') | Estadi de la Romareda, Aragó · 25.617 espectadors · María Eugenia Gil Soriano · |  |

### Supercopa d'Espanya
| 17 de gener de 2024   | FC Barcelona (femení)                                                                                     | 4-0 | Real Madrid Club de Fútbol (femení) | Leganés, Comunitat de Madrid                        |  |
| 19:00 CEST Semifinals | 1-0, Mariona Caldentey (12'); 2-0, Salma Paralluelo (15'); 3-0, Mariona Caldentey (39'); 4-0, Salma (52') |     |                                     | Estadi Municipal de Butarque · Marta Hueza de Aza · |  |

| 20 de febrer de 2024 | FC Barcelona (femení) | 7-0 | Llevant Unió Esportiva (femení) | Leganés, Comunitat de Madrid                  |  |
| 20:00 CEST Final     | 1-0, Salma Paralluelo (12'); 2-0, Caroline Graham Hansen, (24'); 3-0, Ona Batlle (26'); 4-0, Caroline Graham Hansen (36'); 5-0, Salma Paralluelo (45+2'); 6-0, Caroline Graham Hansen (54'); 7-0, Aitana Bonmatí (57') |     |                                 | Estadi Municipal de Butarque · Olatz Rivera · |  |

### Lliga de Campions
Fase de Grups: Grup A
| Equip                  | Pts | PJ | PG | PE | PP | GF | GC | DG  |
| ---------------------- | --- | -- | -- | -- | -- | -- | -- | --- |
| FC Barcelona           | 16  | 6  | 5  | 1  | 0  | 27 | 5  | 22  |
| Sport Lisboa e Benfica | 9   | 6  | 2  | 3  | 1  | 9  | 12 | -3  |
| Eintracht Frankfurt    | 7   | 6  | 2  | 1  | 3  | 9  | 8  | 1   |
| FC Rosengård           | 1   | 6  | 0  | 1  | 5  | 3  | 23 | -20 |

| 14 de novembre de 2023 | FC Barcelona (femení)                                                                                            | 5-0 | Sport Lisboa e Benfica | Sant Joan Despí, Catalunya                                            |  |
| 21:00 CEST Jornada 1   | 1-0, Alexia Putellas (15'); 2-0, Alexia Putellas (39'); 3-0, Aitana (44'); 4-0, Aitana (52'); 5-0, Oshoala (61') |     |                        | Estadi Johan Cruyff, Catalunya · 4536 espectadors · Lina Lehtovaara · |  |

| 22 de novembre de 2023 | Eintracht Frankfurt    | 1-3 | FC Barcelona (femení)                                  | Frankfurt, Alemanya                    |  |
| 21:00 CEST Jornada 2   | 1-0, Freigang (min 42) |     | 1-1, Salma (48'); 1-2, Mariona (58'); 1-3, Salma (61') | Waldstadion Alemanya · Jana Adámková · |  |

| 13 de desembre de 2023 | FC Rosengård | 0-6 | FC Barcelona (femení) | Malmö, Suècia                                  |  |
| 18:45 CEST Jornada 3   |              |     | 0-1, Wik, (15' p.p.); 0-2, Salma Paralluelo (37'); 0-3, Patri Guijarro (44'); 0-4, Aitana Bonmaí (62'); 0-5, Mariona Caldentey (73' p.); 0-6, Martina Fernández (92') | Malmö Idrottsplats Suècia · Monika Mularczyk · |  |

| 21 de desembre de 2023 | FC Barcelona (femení) | 7-0 | FC Rosengård | Sant Joan Despí, Catalunya                                           |  |
| 21:00 CEST Jornada 4   | 1-0; Keira Walsh (15'); 2-0; Caroline Graham Hansen (34'); 3-0, Salma Paralluelo (54'); 4-0, Salma Paralluelo (60'); 5-0, Clàudia Pina (73'); 6-0, Marta Torrejón (75'); 7-0, Wik, (85' p.p.) |     |              | Estadi Johan Cruyff Catalunya · 5.072 espectadors · Eleni Antoniou · |  |

| 25 de gener de 2024  | FC Barcelona (femení)                      | 2-0 | Eintracht Frankfurt | Sant Joan Despí, Catalunya                                          |  |
| 21:00 CEST Jornada 5 | 1-0, Patri (19'); 2-0, Graham Hansen (73') |     |                     | Estadi Johan Cruyff, Catalunya · 4.842 espectadors · Deborah Anex · |  |

| 31 de gener de 2024  | Sport Lisboa e Benfica                                                                     | 4-4 | FC Barcelona (femení)                                                                                | Seixal, Portugal                            |  |
| 21:00 CEST Jornada 6 | 1-2, Alidou (26'); 2-2, Alidou (45'); 3-3, Jéssica Silva (71'); 4-3 Lucy Bronze (81' p.p.) |     | 0-1, Graham Hansen (18'); 0-2, Patri Guijarro (20'); 2-3, Graham Hansen (54'); 4-4 Lucy Bronze (96') | Benfica Campus, Portugal · Emanuela Rusta · |  |

Fase final
| 20 de març de 2024         | SK Brann Kvinner          | 1-2 | FC Barcelona (femení)                                         | Bergen, Noruega                       |  |
| 21:00 CEST 1/4 final anada | 1-1, Cecilie Kvamme (39') |     | 0-1, Caroline Graham Hansen (9'); 1-2, Salma Paralluelo (72') | Brann Stadion, Noruega · Alina Pesu · |  |

| 28 de març de 2024           | FC Barcelona (femení)                                                            | 3-1 | SK Brann Kvinner            | Sant Joan Despí, Catalunya                                             |  |
| 18:45 CEST 1/4 final tornada | Aitana Bonmatí (1-0, 24'), Fridolina Rolfö (2-0, 56'), Patri Guijarro (3-1, 88') |     | Tomine Svendheim (2-1, 70') | Estadi Johan Cruyff, Catalunya · 5.510 espectadors · Ivana Martinčić · |  |

| 20 d'abril de 2024         | FC Barcelona (femení) | 0-1 | Chelsea FC (femení)  | Barcelona, Catalunya                                                                 |  |
| 13:30 CEST Semifinal anada |                       |     | 0-1, Curthbert (40') | Estadi Olímpic Lluís Companys, Catalunya · 36.428 espectadors · Stéphanie Frappart · |  |

| 27 d'abril de 2024           | Chelsea FC (femení) | 0-2 | FC Barcelona (femení)                        | Londres, Anglaterra                                |  |
| 18:30 CEST Semifinal tornada |                     |     | 0-1, Aitana (25'); 0-2, Rolfö (min 75') (p.) | Stamford Bridge, Anglaterra · Iuliana Demetrescu · |  |

| 25 de maig de 2024 | FC Barcelona (femení)                                         | 2-0 | Olympique Lyonnais (femení) | Bilbao, País Basc                               |  |
| 18:00 CEST Final   | Aitana Bonmatí, 1-0 (min 62'); Alexia Putellas, 2-0 (min 95') |     |                             | Estadi de San Mamés País Basc · Rebecca Welch · |  |

## Estadístiques
Tota la temporada
| 1                        | Sandra Paños           | 14    | 0  | 3   | 0 | 0   | 0 | 3    | 0 | 20 | 0  | 0 | 0 |  |
| 13                       | Cata Coll              | 15    | 0  | 1   | 0 | 2   | 0 | 7    | 0 | 25 | 0  | 1 | 0 |  |
| 25                       | Gemma Font             | 1+1   | 0  | 1   | 0 | 0   | 0 | 1    | 0 | 4  | 0  | 1 | 0 |  |
| 2                        | Irene Paredes          | 15+4  | 0  | 4   | 0 | 2   | 0 | 6    | 0 | 31 | 0  | 5 | 0 |  |
| 4                        | Mapi León              | 8+2   | 1  | 0   | 0 | 0   | 0 | 2    | 0 | 12 | 1  | 0 | 0 |  |
| 5                        | Jana Fernández         | 7+2   | 0  | 0   | 0 | 0   | 0 | 0    | 0 | 9  | 0  | 1 | 0 |  |
| 8                        | Marta Torrejón         | 18+10 | 8  | 2+2 | 0 | 0   | 0 | 4+3  | 1 | 39 | 9  | 1 | 0 |  |
| 15                       | Lucy Bronze            | 16+5  | 1  | 4+1 | 0 | 2   | 0 | 8+2  | 1 | 38 | 2  | 3 | 0 |  |
| 22                       | Ona Batlle             | 19+3  | 3  | 5   | 3 | 2   | 1 | 9+1  | 0 | 39 | 7  | 2 | 0 |  |
| 34                       | Martina Fernández      | 13+2  | 1  | 1   | 1 | 0+2 | 0 | 1+3  | 1 | 22 | 3  | 2 | 0 |  |
| 35                       | Judit Pujols           | 0     | 0  | 0   | 0 | 0   | 0 | 0+1  | 0 | 1  | 0  | 0 | 0 |  |
| 11                       | Alexia Putellas        | 13+6  | 8  | 0+2 | 0 | 0   | 0 | 2+4  | 3 | 27 | 11 | 1 | 0 |  |
| 12                       | Patricia Guijarro      | 20+3  | 5  | 4+1 | 1 | 2   | 0 | 8+2  | 4 | 40 | 10 | 2 | 0 |  |
| 14                       | Aitana Bonmatí         | 18+6  | 8  | 4   | 4 | 2   | 1 | 11   | 6 | 41 | 19 | 0 | 0 |  |
| 21                       | Keira Walsh            | 14+9  | 1  | 2+1 | 0 | 2   | 0 | 11   | 1 | 39 | 2  | 0 | 0 |  |
| 23                       | Ingrid Engen           | 14+8  | 0  | 4+1 | 0 | 2   | 0 | 11   | 0 | 40 | 0  | 0 | 0 |  |
| 24                       | Esmee Brugts           | 19+8  | 7  | 1+3 | 0 | 0+1 | 0 | 3+5  | 0 | 40 | 7  | 2 | 0 |  |
| 26                       | Giulia Dragoni         | 0+6   | 0  | 1+2 | 1 | 0   | 0 | 0+1  | 0 | 10 | 1  | 0 | 0 |  |
| 30                       | Vicky López            | 14+9  | 9  | 2+2 | 0 | 0+2 | 0 | 0+8  | 0 | 37 | 9  | 1 | 0 |  |
| 39                       | Júlia Bartel           | 1     | 0  | 0   | 0 | 0   | 0 | 0+1  | 0 | 2  | 0  | 0 | 0 |  |
| 6                        | Clàudia Pina           | 22+7  | 13 | 4   | 2 | 0+2 | 0 | 1+8  | 1 | 44 | 16 | 1 | 0 |  |
| 7                        | Salma Paralluelo       | 14+5  | 20 | 3+1 | 4 | 2   | 4 | 9+2  | 6 | 36 | 34 | 2 | 0 |  |
| 9                        | Mariona Caldentey      | 14+14 | 10 | 4+1 | 6 | 2   | 2 | 10+1 | 2 | 46 | 20 | 1 | 0 |  |
| 10                       | Caroline Graham Hansen | 19+6  | 21 | 3   | 3 | 2   | 3 | 10   | 5 | 40 | 32 | 1 | 0 |  |
| 16                       | Fridolina Rolfö        | 5+2   | 5  | 0+3 | 0 | 0   | 0 | 4+1  | 2 | 15 | 7  | 0 | 0 |  |
| 19                       | Bruna Vilamala         | 10+11 | 4  | 1+3 | 0 | 0+1 | 0 | 0+3  | 0 | 29 | 4  | 0 | 0 |  |
| 32                       | Ariana Arias           | 1+4   | 1  | 0+1 | 1 | 0   | 0 | 0+1  | 0 | 7  | 2  | 0 | 0 |  |
| 40                       | Lucía Corrales         | 4+6   | 0  | 0+1 | 0 | 0   | 0 | 0+1  | 0 | 12 | 0  | 0 | 0 |  |
| 20                       | Asisat Oshoala         | 2+7   | 6  | 1   | 1 | 0+2 | 0 | 0+2  | 1 | 14 | 8  | 0 | 0 |  |
| Gols en pròpia porta (5) |                        |       |    |     |   |     |   |      |   |    |    |   |   |  |

### Assistències
Tota la temporada
| Rànquing | No.    | Jugadora               | Lliga | Copa de la Reina | Supercopa d'Espanya | Lliga de Campions | Total |
| -------- | ------ | ---------------------- | ----- | ---------------- | ------------------- | ----------------- | ----- |
| 1        | 10     | Caroline Graham Hansen | 19    | 2                | 2                   | 5                 | 28    |
| 2        | 14     | Aitana Bonmatí         | 11    | —                | 2                   | 6                 | 19    |
| 3        | 9      | Mariona Caldentey      | 9     | 6                | —                   | 3                 | 18    |
| 4        | 22     | Ona Batlle             | 6     | 1                | 3                   | 3                 | 13    |
| 5        | 24     | Esmee Brugts           | 6     | 2                | —                   | 2                 | 10    |
| 6        | 12     | Patricia Guijarro      | 5     | 2                | —                   | 2                 | 9     |
| 7        | 6      | Clàudia Pina           | 5     | —                | —                   | 3                 | 8     |
| 7        | 15     | Lucy Bronze            | 4     | —                | —                   | 4                 | 8     |
| 9        | 7      | Salma Paralluelo       | 3     | 2                | 1                   | 1                 | 7     |
| 10       | 21     | Keira Walsh            | 5     | 1                | —                   | —                 | 6     |
| 10       | 30     | Vicky López            | 4     | 2                | —                   | —                 | 6     |
| 12       | 11     | Alexia Putellas        | 5     | —                | —                   | —                 | 5     |
| 13       | 19     | Bruna Vilamala         | 4     | —                | —                   | —                 | 4     |
| 14       | 8      | Marta Torrejón         | 3     | —                | —                   | —                 | 3     |
| 14       | 16     | Fridolina Rolfö        | 2     | 1                | —                   | —                 | 3     |
| 14       | 34     | Martina Fernández      | 2     | —                | —                   | 1                 | 3     |
| 17       | 2      | Irene Paredes          | 2     | —                | —                   | —                 | 2     |
| 17       | 40     | Lucía Corrales         | 1     | 1                | —                   | —                 | 2     |
| 19       | 23     | Ingrid Engen           | —     | —                | —                   | 1                 | 1     |
| Totals   | Totals | Totals                 | 96    | 20               | 8                   | 31                | 155   |